# West Pearl Tower
West Pearl Tower (chinois simplifié: 四川 广播 电视塔) est une tour construite en béton armé située à Chengdu, province du Sichuan, en Chine. Elle mesure 339 m (1,112.2 pi) de haut. La construction a commencé en 1992, stoppée en raison de problèmes budgétaires, elle redémarre en 1998 pour s'achever en 2004. La tour a été construite principalement pour relayer les réseaux de télévision à Chengdu, mais depuis lors son activité s'est développée en tant que centre de loisirs et commercial, ainsi que pour le tourisme, grâce à son restaurant panoramique tournant, avec sa vue à 360 degrés sur la ville.

## Dans la culture
Un des personnages du film 24 City, film chinois de Jia Zhangke, sorti en 2008, est filmé pendant une séquence du film en haut de la Tour West Pearl Tower.

## Sources
- (en) Cet article est partiellement ou en totalité issu de l’article de Wikipédia en anglais intitulé « West Pearl Tower » (voir la liste des auteurs).